# Anomalon arcuatum
Anomalon arcuatum là một loài tò vò trong họ Ichneumonidae.